# Pokal von Tschammera und Ostena u stolnom tenisu
Pokal von Tschammera und Ostena u stolnom tenisu je bilo stolnotenisko međunarodno reprezentativno natjecanje.
Nosilo je ime po Hansu von Tschammeru und Ostenu, ministru športa Trećeg Reicha.
Natjecanje je u godinama drugog svjetskog rata bilo kotiralo kao neslužbeno europsko prvenstvo.

## 1943.
Pobjednica ženskog turnira bila je predstavnica Njemačke, Gertrude Pritzi iz Beča.

## 1944.
Pokal se je održao u Slovačkoj, u Bratislavi, od 24. do 31. siječnja 1944. godine. Sudjelovalo je pet država: Slovačka, NDH, Njemačka, Mađarska i Švedska. Rumunjska i Bugarska nisu sudjelovale. Švedske se je predstavnike onda smatralo najboljima u Europi, a njima uz bok su bili mađarski predstavnici. Ženski je turnir imao tri sudionice: Mađarsku, Njemačku i Slovačku.
Sudionici su najavili ove igrače i igračice:
NDH: Žarko Dolinar (HAŠK), Crnić (Urania), A. Valković (HAŠK), Zlatko Čajkovski (HAŠK)
Mađarska: Igrači: Harangozó I. (SzATC), Harangozó II. (SzATC), Ferenc Sidő (DIMÁVAG), Károly Till (WMTK), Ferenc Soós (WMTK). Igračice: Gizella Farkas, Sári Kolozsvári, Mária Mednyánszky.
Njemačka: Herbert Wunsch, Heinrich Bednar i Fritz Eckel, svi iz Beča. Igračica: Gertrude Pritzi.
Slovačka: Max Marinko (SK Bratislava), František Tokar (SK Bratislava), Božuta (SK Bratislava), Kollarik Liba, Lederer (OAP). Igračice: Sergovičova, Wiwelova, Cervenkova.
Švedska: Johanssen, Tage Flisberg, Valter Kolmodin, Andersson, Fridriksson.